# Andrea Rischka
Andrea Rischka, właściwie Andrea Elżbieta Hampel (ur. 1991 w Prudniku) – śląska wokalistka szlagierowa, instruktorka wokalna, polityk.

## Życiorys
Urodzona w 1991 w Prudniku. Została wysłana przez swoich dziadków na zajęcia muzyczne. Zaczęła od nauki gry na keyboardzie, następnie zaczęła trenować śpiew. Uczęszczała do szkoły muzycznej, w której jej pierwszym instrumentem była trąbka.
Jest działaczką mniejszości niemieckiej. W wyborach parlamentarnych w 2015 kandydowała do Sejmu z ramienia KWW Mniejszość Niemiecka. Związana z Chrzelicami i Walcami, gdzie jest instruktorem wokalnym.

## Muzyka
Repertuar wykonywany przez Andreę Rischkę obejmuje: śląskie szlagiery, piosenkę biesiadną, muzykę klasyczną, muzykę operową, standardy jazzowe i przeboje światowego popu. Śpiewa po niemiecku, polsku i śląsku. Występuje z Bialską Orkiestrą Dętą z Białej i Orkiestrą Reprezentacyjną Euroregionu Pradziad. Współpracowała z niemieckimi muzykami, np.: Willy Klüter, Patrick Lindner, Geschwister Hofmann oraz Marianne und Michael.

## Dyskografia

### Albumy studyjne
- 2013: Wenn Du wüsstest... (almara records)

### Single
- 2011: Für alle Blumen, für alle Tiere
- 2012: Dann vergiss mich
- 2012: Wenn Du wüsstest, wie sehr ich Dich liebe
- 2013: Wir Menschen bekamen die Träume geschenkt
- 2014: Küss mich jetzt noch nicht

## Wyniki wyborcze
| Wybory | Komitet wyborczy | Komitet wyborczy         | Organ              | Okręg | Wynik       |
| ------ | ---------------- | ------------------------ | ------------------ | ----- | ----------- |
| 2015   |                  | KWW Mniejszość Niemiecka | Sejm VIII kadencji | nr 21 | 156 (0,05%) |